# (15718) Imokawa
(15718) Imokawa est un astéroïde de la ceinture principale.

## Description
(15718) Imokawa est un astéroïde de la ceinture principale. Il fut découvert le 30 janvier 1990 à Kushiro par Masanori Matsuyama et Kazuro Watanabe. Il présente une orbite caractérisée par un demi-grand axe de 2,59 UA, une excentricité de 0,11 et une inclinaison de 11,1° par rapport à l'écliptique.